# Jaka Kolenc
Jaka Kolenc (sinh 23 tháng 2 năm 1994) là một cầu thủ bóng đá Slovenia thi đấu cho Gorica.